# Bagli
Bagli é uma cidade e uma nagar panchayat no distrito de Dewas, no estado indiano de Madhya Pradesh.

## Geografia
Bagli está localizada a 22° 39′ N, 76° 21′ L. Tem uma altitude média de 563 metros (1847 pés).

## Demografia
Segundo o censo de 2001, Bagli tinha uma população de 10 122 habitantes. Os indivíduos do sexo masculino constituem 51% da população e os do sexo feminino 49%. Bagli tem uma taxa de literacia de 64%, superior à média nacional de 59,5%; com 59% para o sexo masculino e 41% para o sexo feminino. 15% da população está abaixo dos 6 anos de idade.